# Jagdstaffel 59

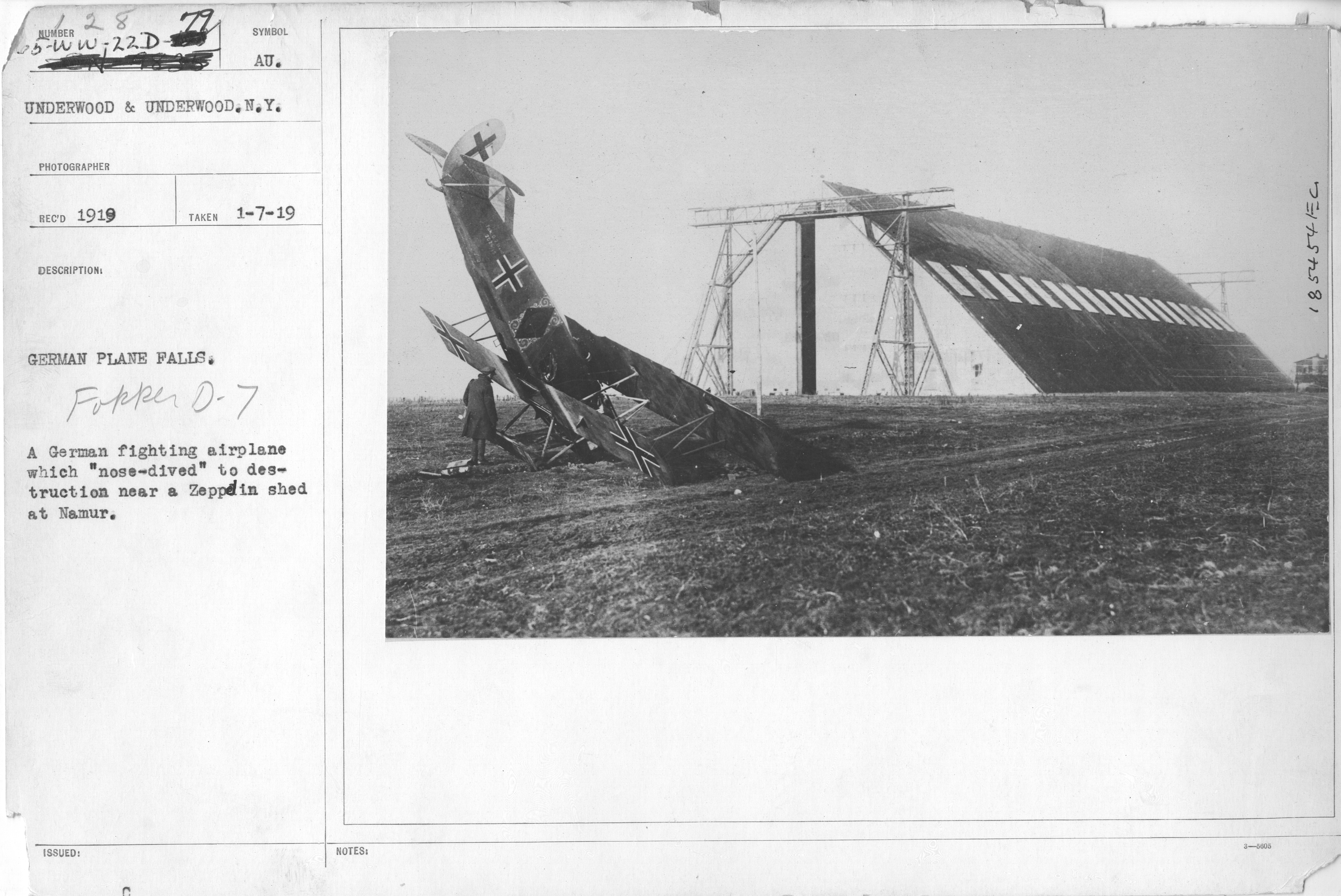
Fokker DVII 2024/18

A Jagdstaffel 59, conhecida também por Jasta 59, foi um esquadra de aeronaves da Luftstreitkräfte, o braço aéreo das forças armadas alemãs durante a Primeira Guerra Mundial. A esquadra abateu mais de 20 aeronaves inimigas durante a sua existência.